# 奥伯茨豪森
奥伯茨豪森（發音：[oːbɐtsˈhaʊzn̩] ⓘ）是德国黑森州达姆施塔特行政区奥芬巴赫县的城市，面积13.62平方千米，2023年12月31日人口为25,531人。